# 51e régiment d’infanterie

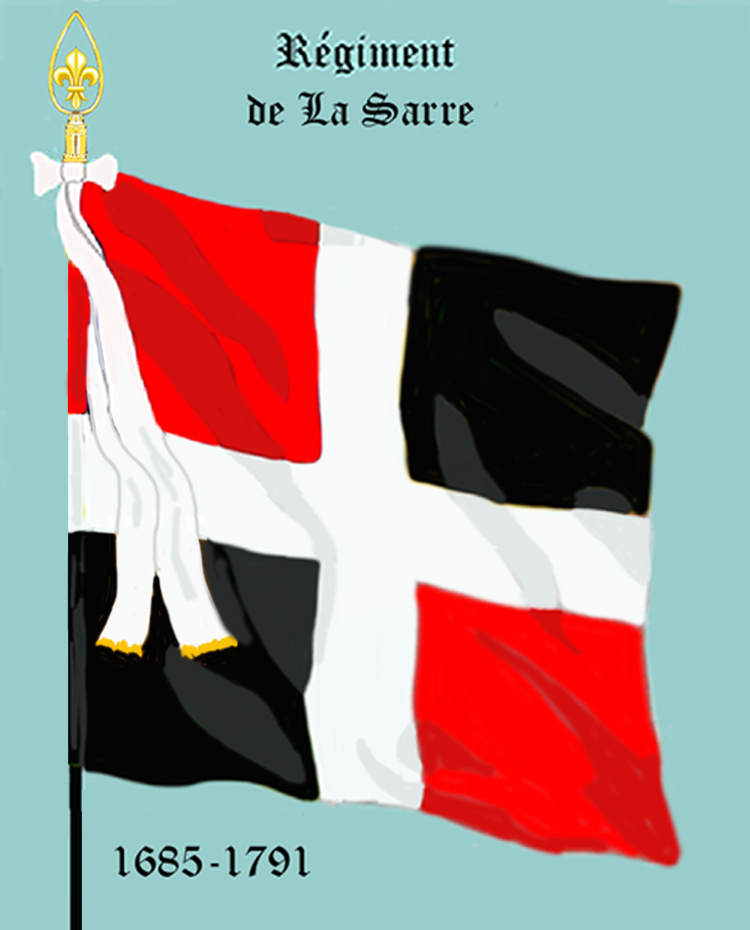
Ordonnanzfahne des Regiments 1685–1791

Das 51e régiment d’infanterie, war eine Infanterieeinheit der französischen Armee.
Vor der Einführung der Nummerierung der Regimenter am 1. Januar 1791 führte es in der königlich französischen Armee zuletzt den Namen Régiment de La Sarre.

## Aufstellung und Umbenennungen
- 1651: Henri de La Ferté-Senneterre stellte ein Infanterieregiment auf, das den Namen Régiment de La Ferté-Senneterre führte. Es wurde in der vereinfachten Form auch nur Régiment de La Ferté genannt.
- 1685: Das Regiment wurde in Régiment de La Sarre umbenannt.[1]
- 1. Januar 1791: Im Zuge der Französischen Revolution 1791 verloren alle Regimenter ihre Namen und wurden nur noch nach Nummern bezeichnet. Das „Régiment de La Sarre“ wurde zum „51e régiment d’infanterie“.

### Erste Umorganisation
am 11. November 1793:
- - Zusammenlegung des «51e régiment d’infanterie» (vormals «La Sarre») mit dem:
  - 3e bataillon de volontaires des Bouches-du-Rhône[2]
  - 6e bataillon de volontaires des Bouches-du-Rhône

zur 101e demi-brigade de première formation (101. Halbbrigade ersten Musters)
am 17. April 1794:
- - Zusammenlegung des «51e régiment d’infanterie» mit dem:
  - 3e bataillon de volontaires du Var
  - 6e bataillon de volontaires du Var

zur 102e demi-brigade de première formation (102. Halbbrigade ersten Musters)

### Zweite Umorganisation
- am 8. Januar 1796 (18 nivose an IV),
  - die «99e demi-brigade de première formation» – bestehend aus dem 1. Bataillon des 50e régiment d’infanterie (vormals Régiment de Hainaut), dem «1erbataillon de volontaires des Bouches-du-Rhône» und dem «9e bataillon de volontaires des Bouches-du-Rhône»[4].
  - die «105e demi-brigade de première formation» – bestehend aus dem 1. Bataillon des 53e régiment d’infanterie (vormals Régiment d’Alsace), dem «1er bataillon de volontaires du Gers» und dem 2e bataillon de volontaires du Gers.
  - die «199e demi-brigade de première formation» – bestehend aus dem «2e bataillon de volontaires de Seine-et-Marne», dem «3e bataillon de volontaires de l’Ain» und dem «10e bataillon de volontaires de la Côte-d’Or»
  - die «13e demi-brigade provisoire», bestehend aus dem «1er bataillon des Côtes maritimes», dem «3e bataillon des Côtes maritimes» und dem «6e bataillon des Côtes maritimes»
  - der «3e compagnie de grenadiers» der «14e demi-brigade de première formation» (vormals das 2. Bataillon des 7e régiment d’infanterie – Régiment de Champagne) dem «1er bataillon de volontaires du Gard»
  - die «2e compagnie de grenadiers» der «25e demi-brigade de première formation» (vormals das 1. Bataillon des 13e régiment d’infanterie – Régiment de Bourbonnais) dem «4e bataillon de volontaires du Jura» und dem «4e bataillon de volontaires du Doubs»

formierten die 51e demi-brigade de seconde formation (51. Halbbrigade 2. Musters)
- 1803: die 51e demi-brigade de seconde formation wurde zum 51e régiment d’infanterie de ligne
- 1815: nach der Restauration wurde unter Ludwig XVIII. das Heer umorganisiert, um den Napoleonischen Geist zu eliminieren. Die Regimenter wurden in „Legionen“ mit Landsmannschaftlicher Bezeichnung umbenannt. Das bisherige «51e régiment d’infanterie de ligne» erhielt den Namen Légion de la Marne und wurde 1817 nochmals in 51e Légion de la Marne umbenannt.
- 1820: Umbenennung in 51e régiment d’infanterie de ligne
- 1854: Umbenennung in 51e régiment d’infanterie
- 1914: Bei der Mobilisation stellte es sein Reserveregiment, das «251e régiment d’infanterie» auf

## Uniformen 1720–1794

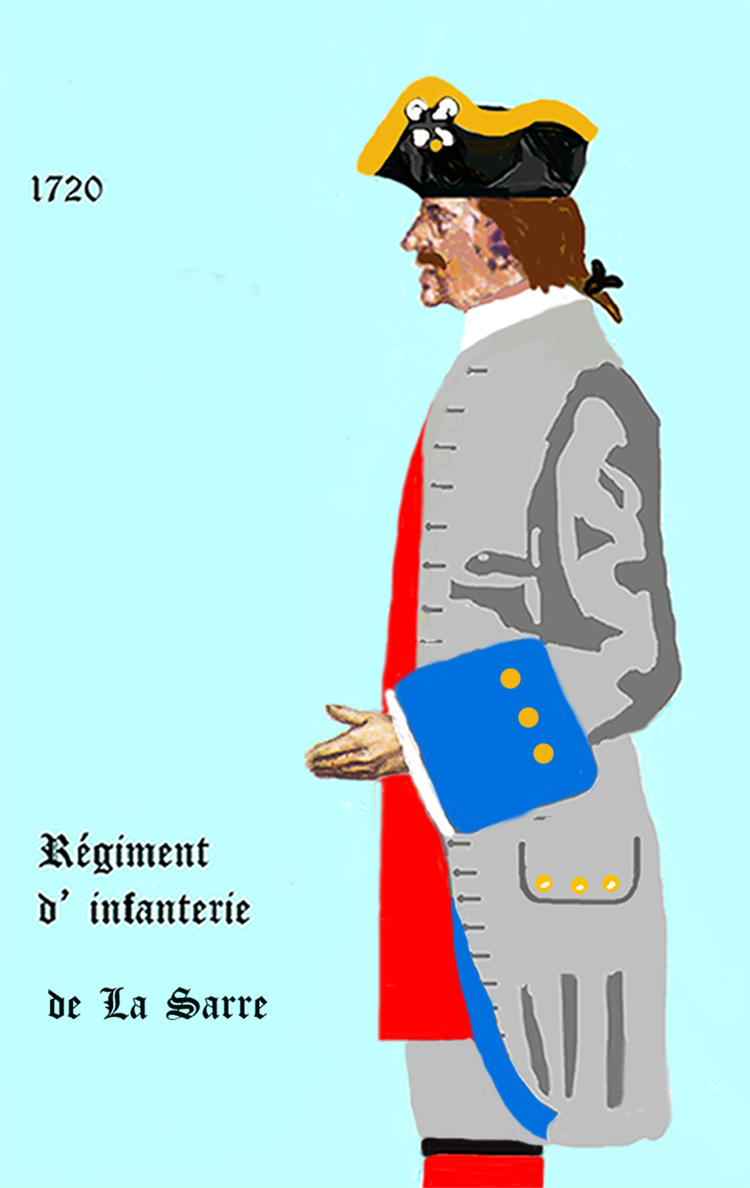
1720–1734
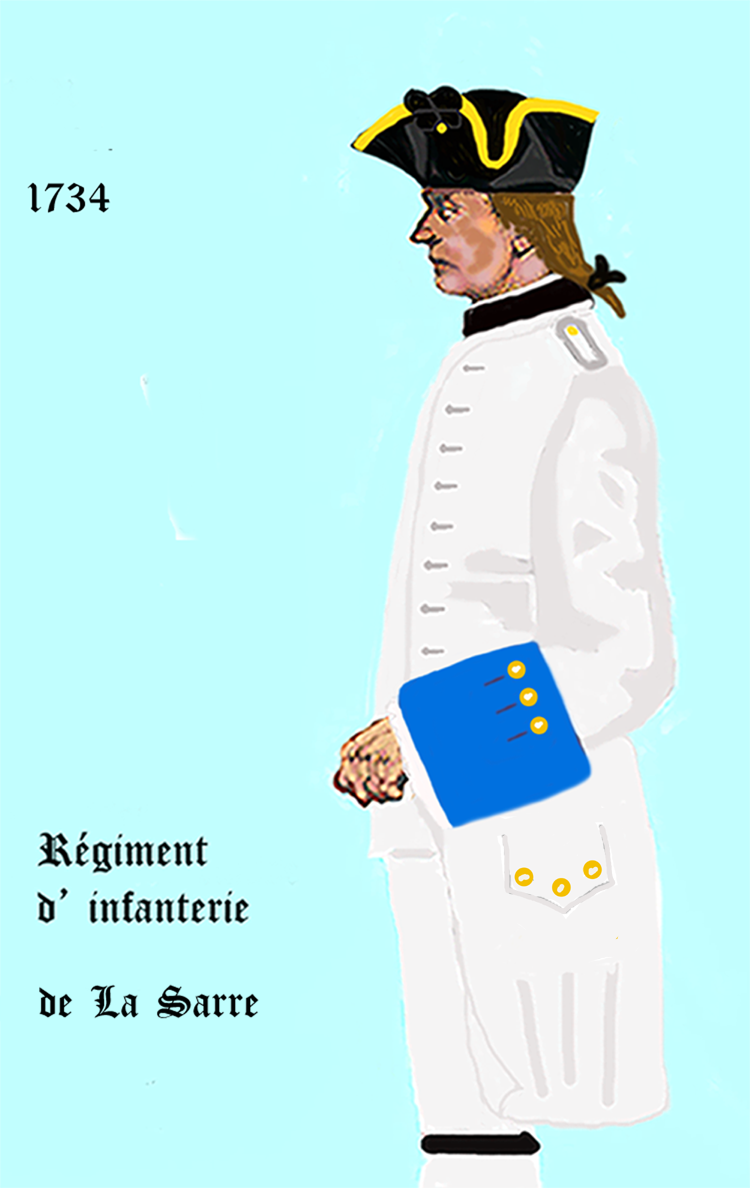
1734–1757
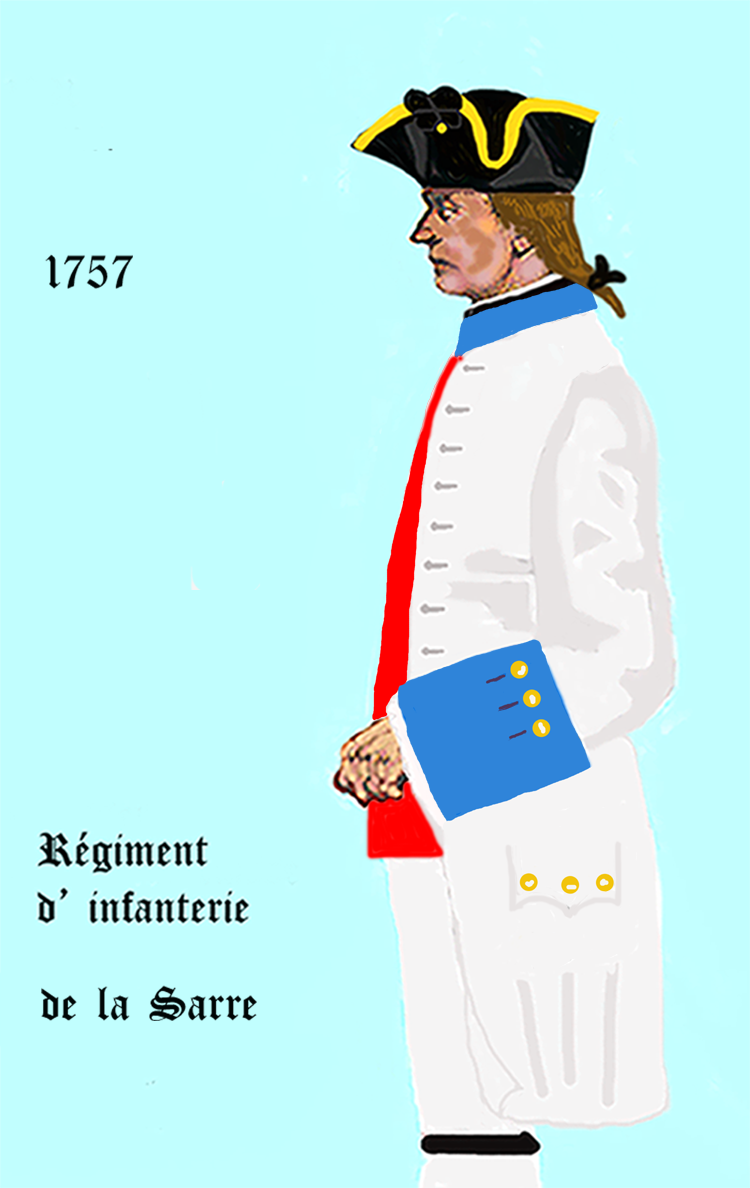
1757–1762
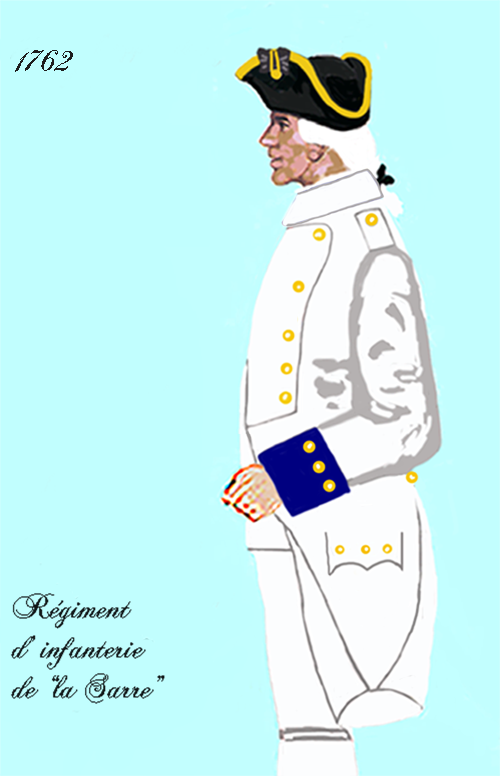
1762–1767
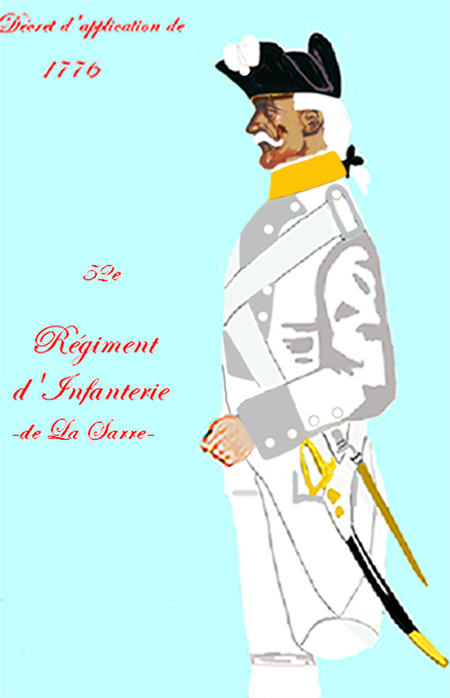
1767–1779
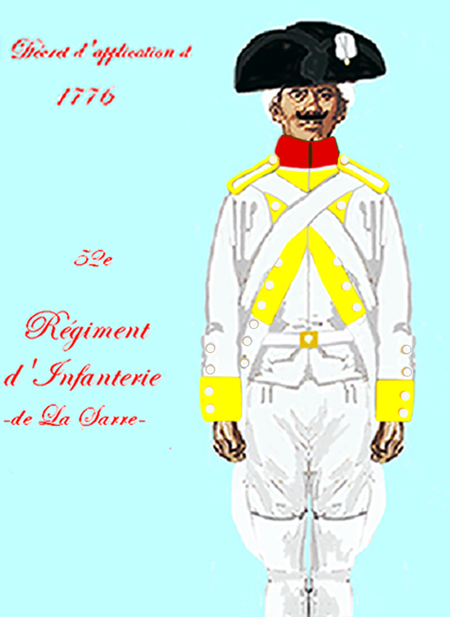
1767–1779 (variation)
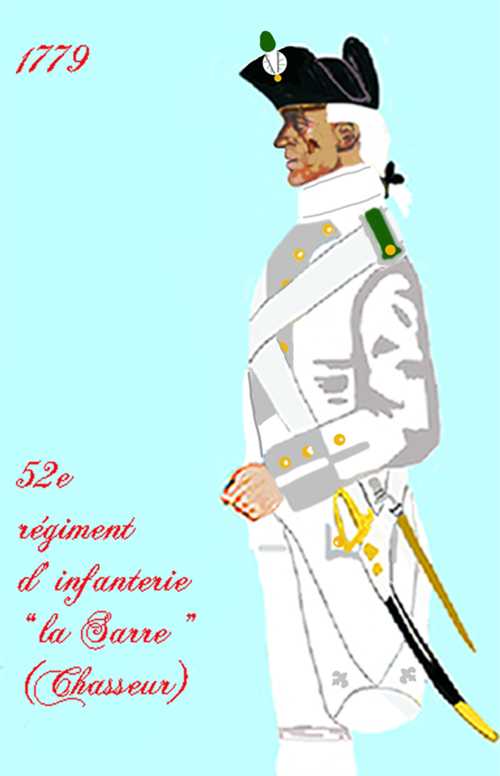
1779–1791
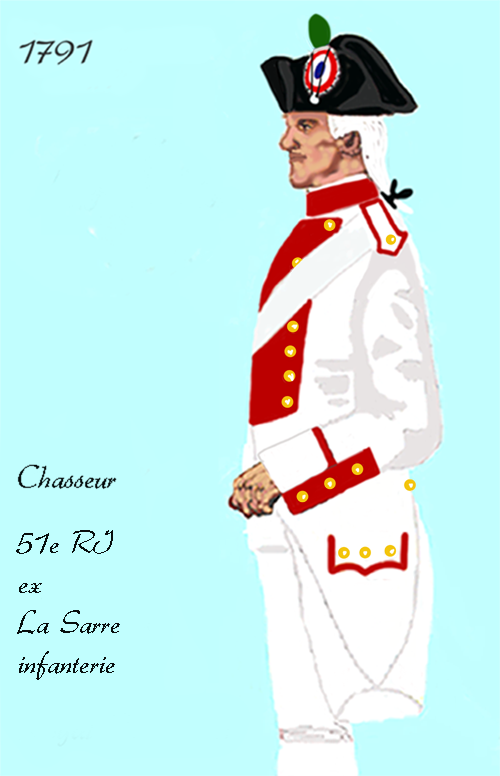
1791–1792
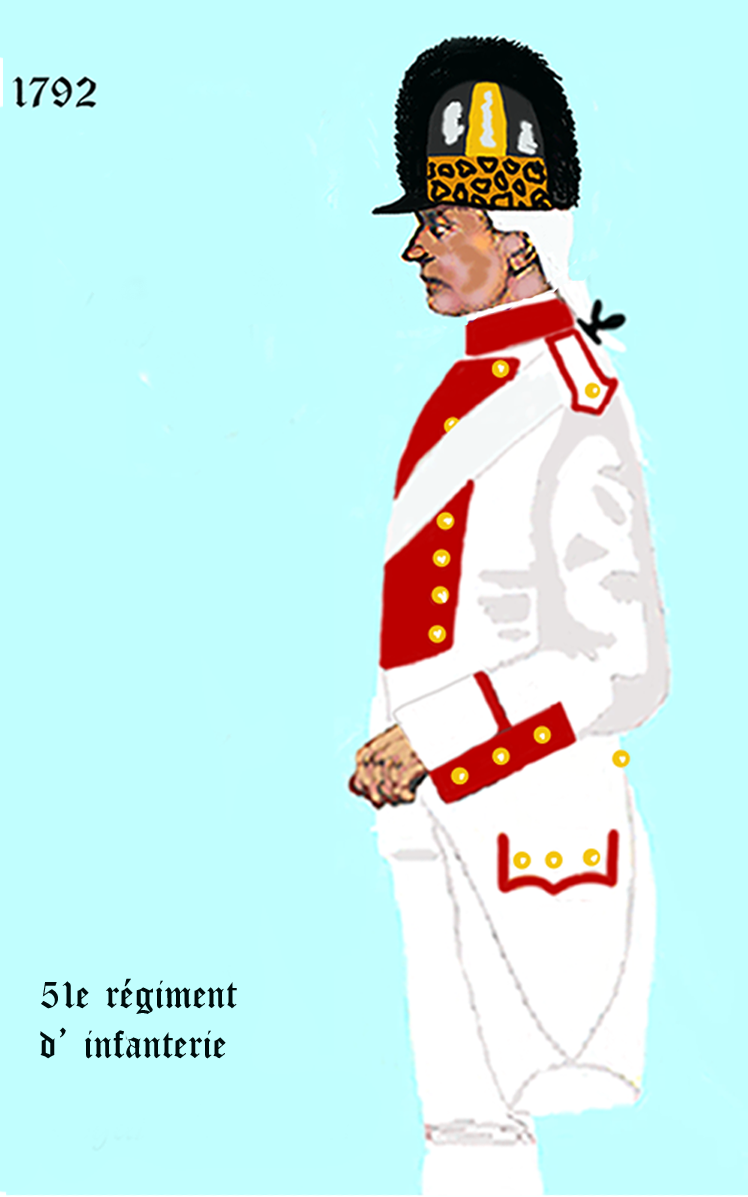
1792–1794

## Mestres de camp/Colonels
Mestre de camp war von 1569 bis 1661 und von 1730 bis 1780 die Rangbezeichnung für den Regimentsinhaber und/oder für den mit der Führung des Regiments beauftragten Offizier. Die Bezeichnung „Colonel“ wurde von 1721 bis 1730, von 1791 bis 1793 und ab 1803 geführt.
Nach 1791 gab es keine Regimentsinhaber mehr.
Sollte es sich bei dem Mestre de camp/Colonel um eine Person des Hochadels handeln, die an der Führung des Regiments kein Interesse hatte (wie z. B. der König oder die Königin), so wurde das Kommando dem „Mestre de camp lieutenant“ (oder „Mestre de camp en second“) respektive dem „Colonel-lieutenant“ oder „Colonel en second“ überlassen.
- Ancien Régime

1651–1671: Henri de La Ferté-Senneterre
1671–1685: Henri-François de Saint-Nectaire
1685–1691: Comte de Braque
1691–1704: Comte de Vaudrey
1704–1709: Comte de Montcault
1709–1730: Comte d’Autrey de Montcault
1730–1734: Comte de Boissieux
1734: Comte de Maillebois
1734–1735: Comte de Lussan
1745–1747: Marquis de Tombeboeuf
1747–1762: Marquis de Montpouillan
1762–1767: Comte de Peyre
1767–1784: Duc Louis-Alexandre de La Rochefoucauld
1784–1788: Comte de Montbel
- Erstes Kaiserreich

1805: Louis Paul Baille – Colonel. (später Général de brigade)
1812: Taille (Francois-Nicolas) – Colonel.
1813: Douarche (Pierre) – Colonel.
1814: Rignon (Jean-Antoine) – Colonel.
- Restauration

1815–1816: Baron de Lascours
1816–1817: Marquis d’Oria
1817–1821: Baron de Cornebize
1821–1826: Colonel Aymon de Contreglise
1826–1830: Colonel Ocher de Beaupre
1830: Colonel Charles Jean-Baptiste Parchappe
- Julimonarchie

1830–1838: Colonel Guingret
1838: Colonel Duvivier
1838–1846: Colonel Siméon
- Zweite Republik

1846–1849: Colonel Claparède
1849–1852: Colonel de Lourmel
- Zweites Kaiserreich

1852–1855: Colonel Perrin-Jonquière
1855–1859: Colonel Teulat
1859–1862: Colonel Guynet
1862–1865: Colonel Isidore Garnier
1865–1868: Colonel le Page des Longchamps
1868–1871: Colonel Delebecque
1871: Colonel de la Monneraye
- Dritte Republik

1871–1879: Colonel Robillard
1879–1880: Colonel Mezny
1880–1886: Colonel Potier
1886–1898: Colonel Lacapelle
1898–1903: Colonel Roy de Lachaise
1903–1906: Colonel Brochin
1906–1909: Colonel d’Harcourt
1909–1910: Colonel Gille
1910–1914: Colonel Bertaux
1914: Colonel Leroux
- Erster Weltkrieg

1914: Colonel Agel
1914–1916: Colonel Brion
1916–1917: Colonel Crueche
1917: Colonel Nicolas
1917–1920: Colonel Theilhac
- Zwischenkriegszeit

1920–1921: Colonel Cuny
1922: Colonel Theilhac
1922–1926: Colonel Bernard
1926: Colonel Lemaire
1926–1927: Colonel Issaly
1927–1929: Colonel Charreype
1929–1930: Colonel Thomas
1930–1932: Colonel Caisez
1932–1935: Colonel Collin
1935–1936: Colonel Delambre
1938: Colonel Delage
- Zweiter Weltkrieg

1939–1940: Colonel Guy
1940: Colonel Foucault
1941–1942: Colonel Hautcoeur
1945: Colonel Lehagre
- Nachkriegszeit

1945–1972: ?
1972: Colonel Pasquet de Franlieu
1974: Lt-colonel Taithe
1976: Colonel David
1977: Lt-colonel Le Dentu
1979: Colonel Cardonne
1981: Colonel Nicolaï
1983: Colonel Dubreuil
1983–1984: ?

## Garnisonen und Gefechtskalender

### Spanischer Erbfolgekrieg
- 1707: Belagerung von Toulon. Zusammen mit dem Régiment de Limousin konnte es am 15. August den Gegner aus der Position bei  Croix-Faron vertreiben.

### Polnischer Thronfolgekrieg
- 1734: Schlacht bei Parma und Schlacht bei Guastalla

### Österreichischer Erbfolgekrieg
- 1745: Einsatz im Brigadeverband mit dem Régiment de La Marck kämpfte es im April mit Elan im Gefecht bei Pfaffenhofen

Die beiden Bataillone waren ab dem Jahre 1756 in Neu-Frankreich eingesetzt, sie kämpften im Rahmen des Siebenjährigen Krieges gegen die britischen Streitkräfte.
- 1756: Eroberung von Fort Oswego
- 1757: Bei der Eroberung von Fort William Henry stellte das Regiment ein Piquet als Stoßtrupp.
- 1758: Schlacht von Carillon
- 1759: Schlacht auf der Abraham-Ebene
- 1760: Schlacht bei Sainte-Foy
- 1760: Kapitulation von Montréal

### Dort gefallene Offiziere des Régiment de La Sarre
- Lieutenant-colonel Étienne-Guillaume de Senezergues, gestorben an seinen Verwundungen am Tag nach der Schlacht auf der Abraham-Ebene
- Capitaine Dupras verstarb im Dumont-Haus während der Schlacht bei Sainte-Foy.

## Kriege der Revolution und des Empire
Aus Gründen der Übersichtlichkeit wurde auf einen Fließtext verzichtet
Zwischen 1793 und 1803 gab es kein 51e régiment d'infanterie
- 1805:
  - Schlacht bei Austerlitz
- 1806:
  - Schlacht bei Jena und Auerstedt
  - Czarnonvo
  - Schlacht bei Gyłymin
- 1807:
  - Schlacht bei Preußisch Eylau (In dieser Schlacht verlor das Regiment seinen Adler)
  - Schlacht bei Ostrołęka
  - Belagerung von Danzig 
  - Schlacht bei Friedland.

### Spanischer Unabhängigkeitskrieg
- Spanischer Unabhängigkeitskrieg
- 1808: Gefechte bei: Madrid, Valencia und Bilbao.
- 1809: Schlacht bei Talevera-de-la-Reina, Almonacid, Fuente-Ovejuna.
- 1811:
  - Albufera.
- 1812:
  - Tarifa, Cadiz.
- 1813:
  - Schlacht bei Vitoria, Maya.
- 1813:
  - Schlacht an der Beresina, Schlacht bei Kulm, Schlacht um Dresden
- 1814: Spanischer Unabhängigkeitskrieg
  - Schlacht bei Orthez, Schlacht bei Toulouse
- 1814:
  - Arnheim, Einnahme von Bergen op Zoom, Courtrai.
- 1815: Feldzug nach Belgien
  - Schlacht bei Waterloo.

### 1815–1850
Von 1845 bis 1850 war das Regiment in Algerien eingesetzt und nahm an der Belagerung von Zaatcha und an der Expedition in die Kabylei teil.

### Second Empire
Am 4. Dezember 1851 war das Regiment an der Unterdrückung des Aufstandes in Paris beteiligt, der das Ergebnis des Staatsstreiches des späteren Kaisers Napoléon III. war. (Auch aufgearbeitet von Victor Hugo in: Histoire d’un Crime – Geschichte eines Verbrechens)
Anlässlich des Krimkrieges gehörte die Einheit 1854 zu den Truppen, die die Festung Bomarsund eroberten und zerstörten.
Nach dem Sardinischen Krieg war das Regiment Teil der Besatzungstruppen, die zwischen 1860 und 1862 in Rom lagen. Zwischen 1862 und 1876 nahm es an der Expeditionstruppe in das Kaiserreich Mexiko (1864–1867) teil. Hier wurde die Fahne des Regiments mit dem Orden der Légion d’honneur dekoriert.

#### 1870–1914
- Zu Beginn des Deutsch-Französischen Krieges bestand das Regiment aus drei Bataillonen, die dem «3ee Corps d’armée» zugeteilt waren und mit diesem in der Schlacht bei Colombey, Schlacht von Mars-la-Tour, Schlacht bei Gravelotte und der Schlacht von Noisseville kämpften
- Am 16. August 1870 wurde ein viertes Bataillon aus eintreffendem Ersatz aufgestellt. Dieses wurde aus dem Rekrutendepot der Stamm für das «9e régiment de marche» (9. Marschregiment), das zur «1re brigade» der «2e division» im «13e corps d’armée» gehörte.[6]

#### 1913
Anlässlich des Balkankrieges wurde das Regiment in Marseille eingeschifft und in die Türkei und nach Bulgarien verlegt.

### Erster Weltkrieg
Für die Gefechtstätigkeit während des Krieges sind nur unzureichende Angaben vorhanden
- Bei Ausbruch des Krieges bildete das 51e R.I. und das 87e R.I die «6e brigade d’infanterie» (Général E. Care), die mit der «5e brigade d’infanterie» (Général A. Deffontaines) die «3e division d’infanterie» im «2e corps d’armée» formierte.
- Garnison 1914: Beauvais

| - Gefechtsordnung des „51e R.I.“ am 5. August 1914: - 1.) Regimentsstab Colonel Leroux (Regimentskommandeur) Médecin-major de 1er cl Mathieu (Regimentsarzt) Capitaine-adjoint au chef de corps Mathieu (1. Stabsoffizier) Officier de détails: Lt Hennebicque (Rechnungsoffizier) Officier d’approvisionnement: Lt Barbenoire (Versorgungsoffizier) Porte-drapeau: Lt A.L. Recuras-Massaquant (Fahnenoffizier – gefallen bei Mouilly (Maas) am 5. Mai 1915) - 2) 1. Bataillon Chef de bataillon Lt-col A.L.J. Agel (Bataillonskommandeur) 1. Kompanie: Capitaine J.F.M. Fehner 2. Kompanie: Capitaine Rolland 3. Kompanie: Capitaine Bayol 4. Kompanie: Capitaine Tarrit 1. Maschinengewehrzug: Lt Salvan | - 3.) 2. Bataillon Chef de bataillon Commandant. Berthon (Bataillonskommandeur) 5. Kompanie: Capitaine Mazin 6. Kompanie: Capitaine Vallée (gefallen am 22. August 1914 bei Virton) 7. Kompanie: Capitaine Pierron 8. Kompanie: Capitaine Dumay 2. Maschinengewehrzug: Lt ? - 4) 3. Bataillon Chef de bataillon Com. S. Mayer 9. Kompanie: Capitaine Habguillart 10. Kompanie: Capitaine Parmentier 11. Kompanie: Capitaine Picart 12. Kompanie: Capitaine Hayot 3. Maschinengewehrzug: Lt ? |

#### 1914
- Das 51e RI kämpfte am 22. August in der Schlacht bei Virton und bei Houdrigny. auf dem dortigen Soldatenfriedhof sind einige gefallene Angehörige des Regiments bestattet:

Soldat Cherot, René;
Soldat Descamps, Omer;
Soldat Hodin, Eugène;
Soldat Lognon, Richard;
Soldat Polle, Isidore.
- Kämpfe bei Cesse
- Marneschlacht

#### 1915
- Stellungskämpfe in den Argonnen, bei Beauséjour und Les Éparges
- Stellungskämpfe in der Champagne

#### 1916
- Stellungskämpfe in der Champagne bei Tahure

#### 1917
- Mont-Spin
- Plateau de Pommérieux

#### 1918
- Mailly-Raineval
- Plateau du Losange
- Bois Saint-Hubert
- Cote 196
- les Mamelles (Département Marne)
- le Fourmilier

### Zweiter Weltkrieg
In diesem Abschnitt eingesetzte französische Truppen
3e Division d’infanterie motorisée (DIM – 3. Motorisierte Infanteriedivision) unter Général Bertin-Bossu. Hierbei handelte es sich um eine gut ausgebildete und voll ausgerüstete aktive Division. Sie bestand aus den kämpfenden Einheiten:
- 51e Régiment d’Infanterie (RI). (Lt-colonel Guy)
- 67e Régiment d’Infanterie (Lt-colonel Dupret)
- 91e Régiment d’Infanterie (Lt-colonel Jaques)
- 42e Régiment d’Artillerie
- 242e Régiment d’Artillerie (schwer)

- 3e Division Cuirasée (3. Gepanzerte Division) unter Général Brocart. Diese Division war unglücklicherweise noch nicht voll kampfbereit, da sie erst im März 1940 aufgestellt worden war und es an der Ausbildung mangelte. Die Kampfmoral der Soldaten war jedoch auf einem hohen Niveau.

Sie bestand aus:
- Einer Halbbrigade schwerer Panzer B1, (41 ee und 49e Bataillon de chars de combat 41. und 49. Kampfpanzerbataillon).
- Einer Halbbrigade leichter Panzer Hotchkiss H-39, (42e und 45e Bataillon de chars de combat, BCC).
- 16e bataillon de chasseurs à pied Portés (BCP 16. Verstärktes Jägerbataillon zu Fuß).
- 319erégiment d’artillerie (RA).

Die Fernmeldemittel und die Kraftstoffversorgung waren unzureichend, ebenso die Aufklärung. Das 16. Jägerbataillon hatte nur 50 % geländegängige Fahrzeuge. Statt des Sollbestandes von 160 Panzern waren in der Division nur 130 vorhanden.
- Die 3e Division d’infanterie motorisée – Mai bis 16. Juni 1940.

Am Morgen des 22. Mai 1940 erhielt das gepanzerte Bataillon B.C.C. (Bataillon de chars combat) den Befehl, den Wald von Mont des Grues (2 km östlich von Brieulles-sur-Bar) zu besetzen und sich zur Verteidigung einzurichten. Am Nachmittag führten die 2. Kompanie des B.C.C. sowie das 51e R.I., das 67 e R.I. und das 91e R.I. mehrere lokale Gegenangriffe durch, um auf diese Weise eine Einkesselung zu verhindern. Dem Feind wurden dabei schwere Verluste zugefügt. Am 23. Mai wurde der 3. Kompanie des B.C.C. befohlen, am Ausgang des Dorfes Oches einen Angriff zu unternehmen. Durch die rasante Veränderung der allgemeinen Situation wurde der Befehl rückgängig gemacht, was die Kompanie aber nicht erreichte, sodass sie am Nachmittag eingekesselt wurde. Aus eigener Initiative angreifend, konnte sie sich zwar aus der Umklammerung wieder befreien, verlor dabei jedoch drei Panzer.
Am Morgen des 24. Mai erreichte das Bataillon die Gegend um Verrières. Hier erhielten die Kompanien ihre Befehle. Die 3. Panzerkompanie hatte den Wald der Höhe 253 zu besetzen, dabei wurde sie von einer Infanteriekompanie des 51. Regiments unterstützt. Für den Spätnachmittag war durch das Kommando ein Generalangriff angesetzt worden. Die Situation änderte sich jedoch wieder und lediglich die Infanteriekompanie führte einen begrenzten Angriff durch. Diese Aktion war ein Misserfolg, wobei die Führungskräfte der Infanterie alle getötet oder verwundet wurden. Die Panzeroffiziere hatten jetzt die größte Mühe die Reste der führerlosen Kompanie zurückzuführen. Am Spätnachmittag wurde die Panzerkompanie eingesetzt, um ein feindliches Maschinengewehrnest auszuschalten. Die Aktion gelang, jedoch wurden dabei weitere zwei Panzer verloren.
Gleichzeitig wurde auf Befehl der 3eDCr (3e division cuirassée) die 2. Panzerkompanie auf den Wald von Grange-au-Mont angesetzt, um diesen von feindlichen Kräften zu säubern. Die Situation verschlimmerte sich allerdings zusehends, da die Deutschen am Abend begannen, erneut Druck auf die Verteidiger auszuüben.
Die Kompanie formierte sich in eine Kolonne, ein anderes Manöver war nicht mehr möglich, da man sich bereits hinter den feindlichen Linien befand. Der Rückmarsch wurde kämpfend fortgesetzt, wobei das Überraschungsmoment ausgenutzt werden konnte, da die Deutschen vom Rücken her angegriffen wurden. Bei dieser Aktion gingen vier weitere Panzer verloren.
Die Ortschaft Stonne bestand im Mai 1940 aus einem Dutzend Bauernhäusern, sie liegt südlich von Sedan in dem Bereich, in dem die Deutschen am 13. Mai die Maas überschritten hatten. Stonne beherrschte die Höhe von Sedan und von dieser dominierenden Position war es möglich die Truppen Guderians in der Flanke anzugreifen, die sich hier in Richtung Westen entwickelten. Der Besitz dieses Dorfes war daher sowohl für die Franzosen als auch für die Deutschen von äußerster Wichtigkeit. Der Kampf entwickelte sich zu äußerster Heftigkeit was ihm den Namen Verdun de 40 einbrachte. Das Regiment erhielt Stonne 1940 als Ehrenbezeichnung auf der Fahne angebracht.

#### 1944–1945
- Teilnahme an der Befreiung des Brückenkopfs von Dünkirchen (September 1944 bis 9. Mai 1945)

Der Brückenkopf von Dünkirchen hatte eine Tiefe von ca. 10 Kilometern und eine Breite an der Küstenlinie von ca. 20 Kilometern. Besetzt gehalten wurde er von 17.000 deutschen Soldaten, die mit 44 Artilleriebatterien (davon 19 Geschütze vom Kaliber 21 cm) ausgerüstet waren. Kommandeur war der Admiral Friedrich Frisius. Seit dem 2. September hatte die 2. Kanadische Infanteriedivision, die sich auf der Verfolgung der deutschen 15. Armee nach Belgien befand, die Stadt Dünkirchen mit ihrer gepanzerten tschechischen Brigade und dem 51e régiment d’infanterie unter General Liska eingeschlossen. Als Artillerieunterstützung war dieser das 33. britische Artillerieregiment beigegeben.
Das 51e régiment d’infanterie – gebildet aus dem „110erégiment d’infanterie“ und Einheiten des FFI du Nord (Bataillone „Dunkerque“ und „Jean Bart“) unter Lieutenant-colonel Lehagre, sowie als Verstärkungen die Bataillone des Départements Oise und des Départements Pas-de-Calais bildeten eine 4.500 Mann starke Truppe, die ein Drittel des gesamten Belagerungsrings besetzt hielten.

### Nach 1945
Für die Zeit von 1945 bis 1962 fehlen die Angaben
- Im Jahre 1962 wurde aus dem aufgelösten 22e régiment de tirailleurs algériens, (22. Algerisches Schützenregiment) das  51 Régiment d’Infanterie Motorisé gebildet.
- 1979 verließ das „51e régiment d’infanterie“ seine Garnison Amiens und zog nach Compiègne um. Hier wurde es am 30. Juli 1984 aufgelöst.

- Die „31e Groupement de camp de Mourmelon“ (31. Ausbildungsgruppe Mourmelon) übernahm die Tradition des „51e Régiment d’infanterie“ und führte seither die Doppelbezeichnung: „51e Régiment d’infanterie/31e Groupement de camp (51e RI/31ee GTC)“.

- Im Jahre 2000 wurden die Doppelbezeichnungen wegen vorkommender Irritationen im Umgang mit dem zivilen Bereich wieder aufgegeben.

Die „Groupements de camp“ wurden auch als Teil der Umstrukturierung aufgegeben, um die Verwaltung zu vereinfachen, die Übungsplätze wurden an die aktiven Regimenter angebunden. Eine Ausnahme bildete die „51e RI/31e GTC“, die als „Régiment de camp de Mourmelon (RCM)“ weiterbestand und in das die Groupements de camp von Suippes und von Sissonnes eingegliedert wurden.
- 2006 erfolgte die Einrichtung des „Centre d’entraînement des brigades“ (CEB – Brigade Ausbildungszentrum) in Mourmelon-le-Grand, wofür das „Régiment de camp de Mourmelon (RCM)“ herangezogen wurde und dessen Name somit verschwand. Die neue Einheit behielt jedoch die Regimentsfahne und die Tradition des vormaligen „51e R.I.“ Die Einheit des „Camp de Suippes“ wurde ausgegliedert und dem „40e Régiment d’artillerie“ unterstellt, die des „Camp de Sissonnes“ wurde dem CENZUB (Centre d’entraînement aux actions en zone urbaine – Ausbildungszentrum für den Häuserkampf) angeschlossen.

- 2013 wechselte das „Centre d’Entraînement des Brigades“ die Bezeichnung und wurde zum „CENTIAL – 51e RI“ (Centre d’Entraînement Interarmes et du Soutien Logistique – 51e Régiment d’Infanterie). In einer Zeremonie wurde am 27. Juni 2013 in Mourmelon-le-Grand die Fourragère der Tradition des 51e RI auf das Zentrum übertragen. Seitdem wird die Fahne des Regiments vom CENTIAL geführt.

## Regimentsfahne
Auf der Rückseite der Regimentsfahne sind (seit Napoleonischer Zeit) in goldenen Lettern die Feldzüge und Schlachten aufgeführt, an denen das Regiment ruhmvoll teilgenommen hat.

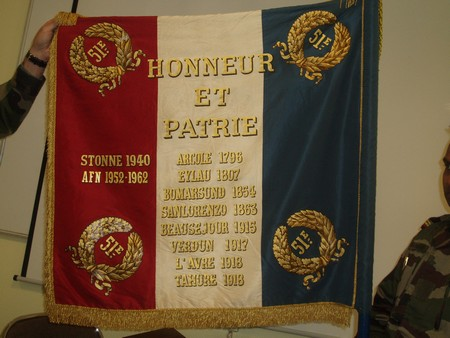
Fahne des 51^{e} régiment d’infanterie de ligne

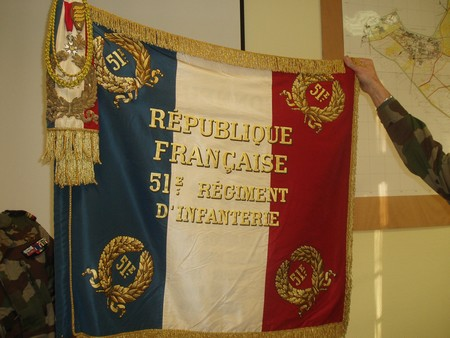
Fahne des 51^{e} régiment d’infanterie de ligne mit Fahnenband

- Arcole 1796
- Eylau 1807
- Bomarsund 1854
- San-Lorenzo 1863
- Beauséjour 1915
- Verdun 1917
- L'Avre 1918
- Tahure 1918
- Stonne 1940
- AFN 1952–1962

### Auszeichnungen
Das Fahnenband ist mit dem Orden der Légion d’honneur,.und dem Croix de guerre 1914–1918 mit vier Palmenzweigen dekoriert.
Die Angehörigen des Regiments haben das Recht, seit dem 17. November 1918 die Fourragère in den Farben der Médaille militaire zu tragen (Viermalige lobende Erwähnung im Armeebericht)

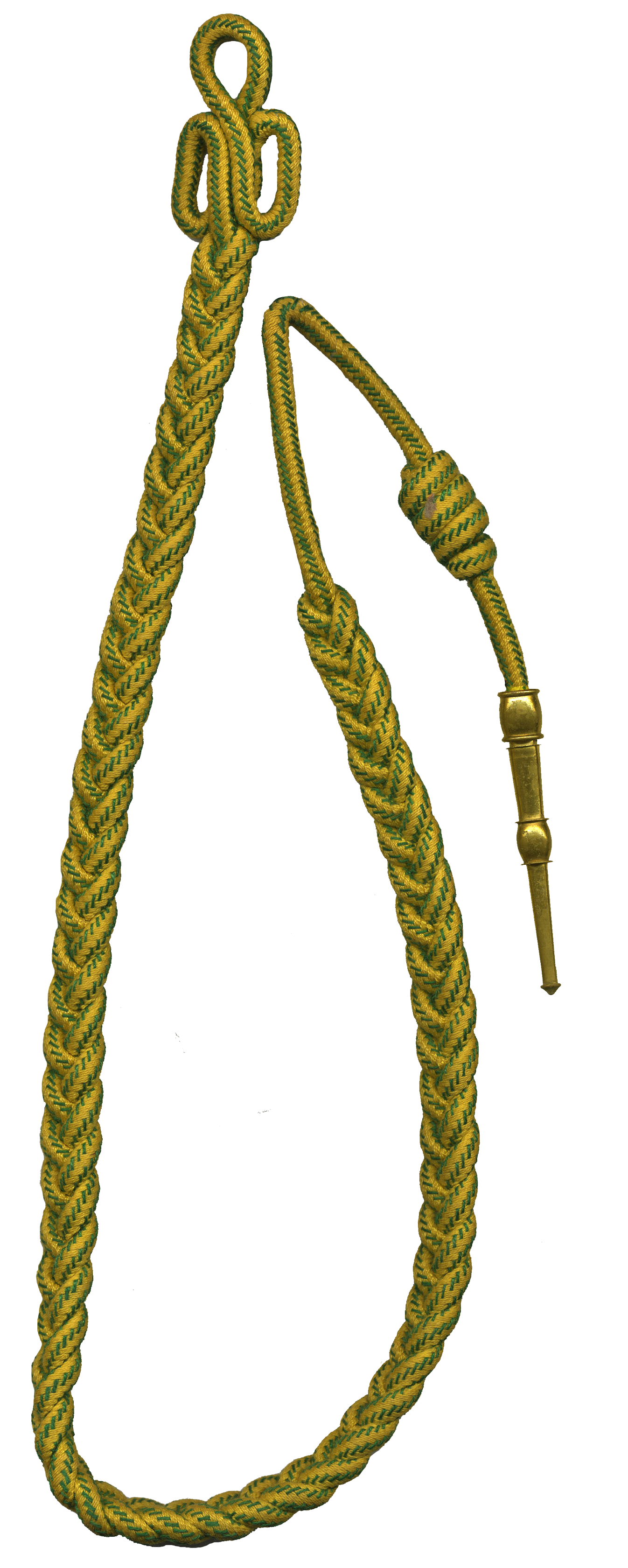
Fourragère aux couleurs de la Médaille militaire
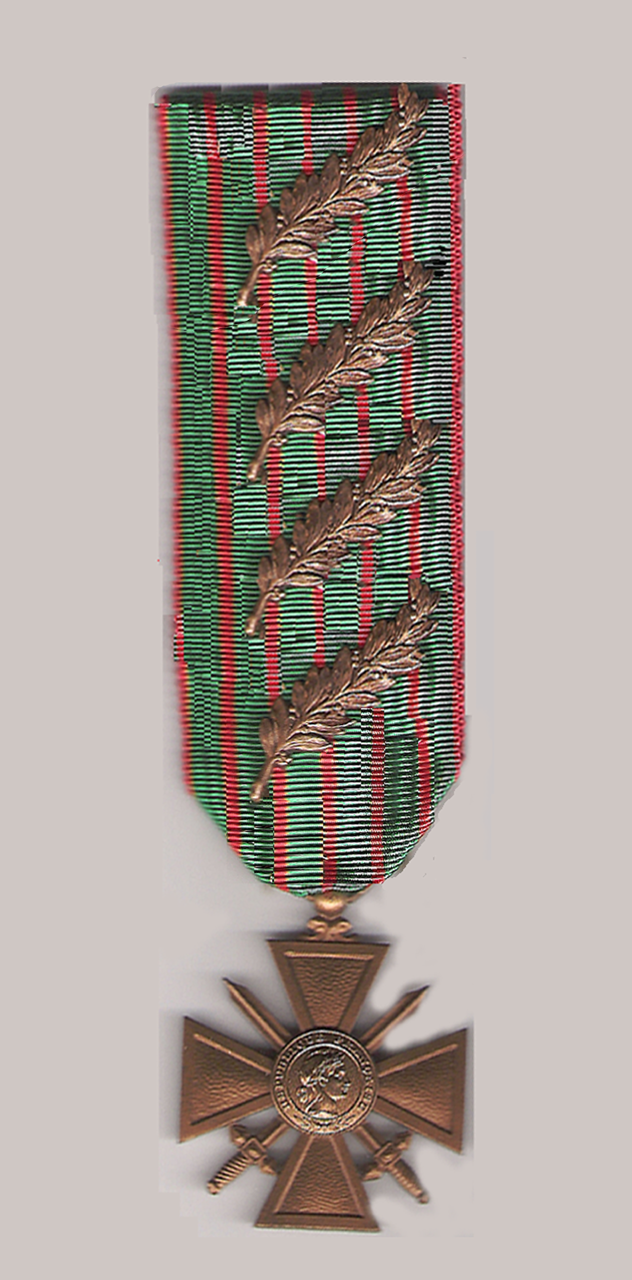
Croix de guerre
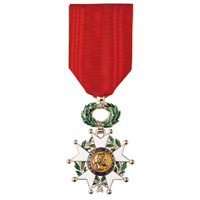
Ehrenlegion

## Interne Verbandsabzeichen

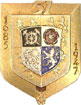
Abzeichen des 51e Bataillon d’Infanterie.
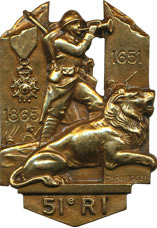
Abzeichen des 51e R.I. 1939
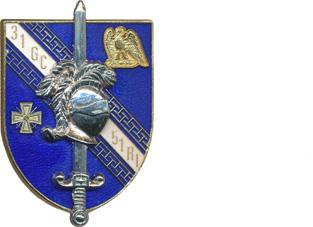
Abzeichen des 51e Régiment d’Infanterie/ 31e Groupement de Camp.
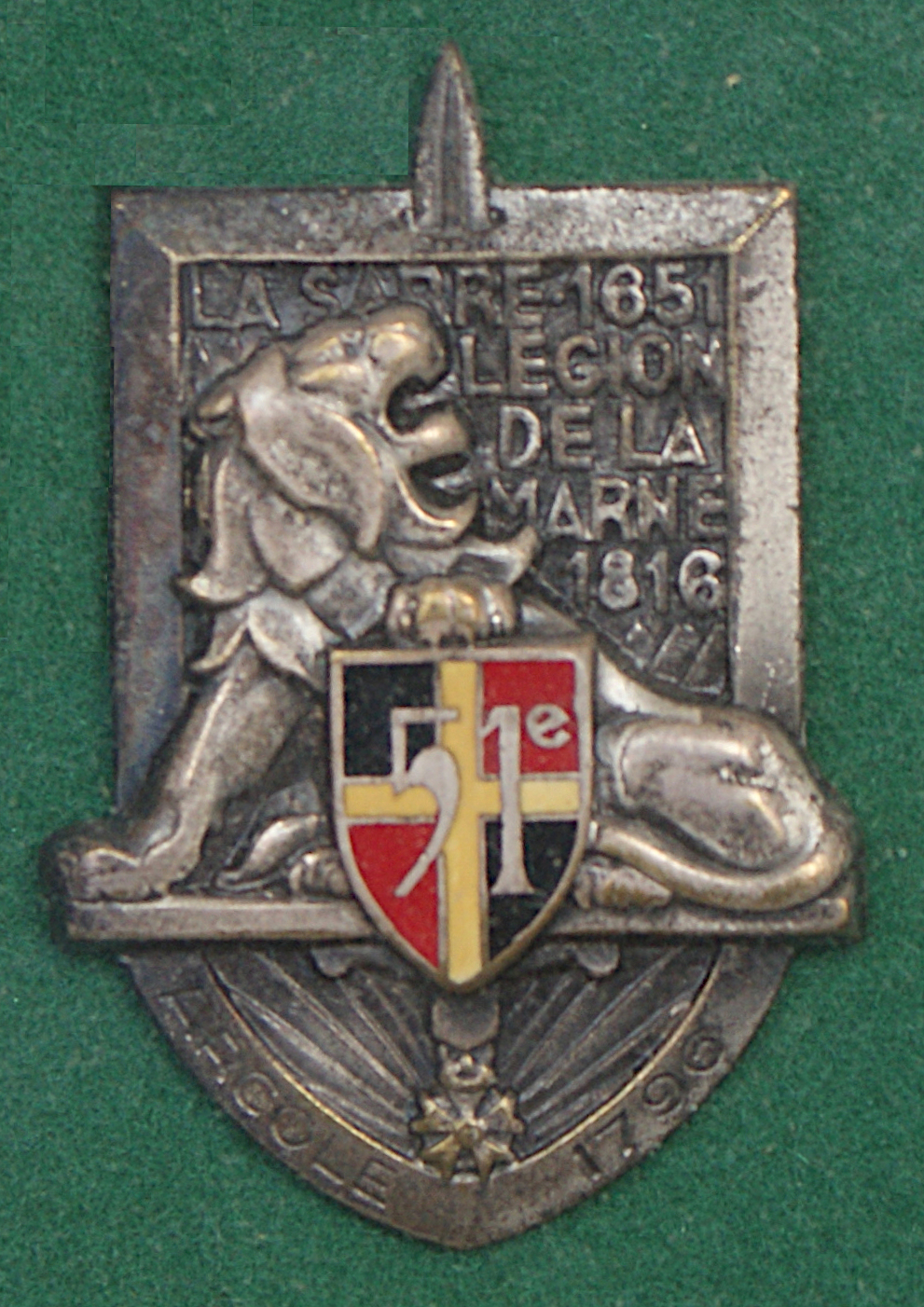
Regimentsabzeichen 1970

## Bekannte Angehörige des Regiments
- Vincent-Marie Viénot de Vaublanc (1756–1845), Politiker
- Sébastien Le Prestre de Vauban, wurde am 23. Oktober 1663 als Capitaine in das Régiment de Picardie versetzt.
- Ossian Dumas (1826–1874), Offizier von Saint Cyr und Verteidiger der Republik während des Staatsstreichs des späteren Kaisers Napoléon III. Erwähnt von Victor Hugo in Histoire d’un crime (Geschichte eines Verbrechens).
- Emmanuel de Mac Mahon (1859–1930), Général de brigade (Chef de bataillon 1899)
- Jules Semler-Collery: Commandant und Komponist
- Eugene Jacques Bullard: Kriegsteilnehmer im Ersten und Angehöriger der Fremdenlegion im Zweiten Weltkrieg. Verwundet am 18. Juni 1940.